# All My Friends Say
All My Friends Say è il primo singolo estratto dall'album d'esordio I'll Stay Me del cantante country statunitense Luke Bryan. Il singolo è stato pubblicato il 22 gennaio 2007 per il mercato americano.

## Classifiche
| Classifica (2007)     | Posizione massima |
| --------------------- | ----------------- |
| Stati Uniti           | 59                |
| Stati Uniti (Country) | 5                 |